# Tour du Finistère 2022
Il Tour du Finistère 2022, trentaseiesima edizione della corsa, valevole come evento dell'UCI Europe Tour 2022 categoria 1.1 e come decima prova della Coppa di Francia 2022, si è svolto il 21 maggio 2022 su un percorso di 193,3 km, con partenza da Saint-Évarzec e arrivo a Quimper, in Francia. La vittoria fu appannaggio del francese Julien Simon, il quale completò il percorso in 4h39'42", alla media di 41,466 km/h, precedendo i connazionali Clément Venturini e Sandy Dujardin.
Sul traguardo di Quimper 73 ciclisti, su 107 partiti da Saint-Évarzec, portarono a termine la competizione.

## Squadre e corridori partecipanti
| N.    | Cod. | Squadra                   |
| ----- | ---- | ------------------------- |
| 1-7   | ACT  | AG2R Citroën Team         |
| 11-17 | COF  | Cofidis                   |
| 21-27 | GFC  | Groupama-FDJ              |
| 31-36 | IWG  | Intermarché-Wanty-Gobert  |
| 41-47 | BBK  | B&B Hotels-KTM            |
| 51-57 | BWB  | Bingoal Pauwels Sauces WB |
| 61-66 | CJR  | Caja Rural-Seguros RGA    |
| 71-77 | EUS  | Euskaltel-Euskadi         |

| N.      | Cod. | Squadra                          |
| ------- | ---- | -------------------------------- |
| 81-87   | ARK  | Team Arkéa-Samsic                |
| 91-97   | TEN  | TotalEnergies                    |
| 101-107 | UXT  | Uno-X Pro Cycling Team           |
| 111-117 | GRL  | Go Sport-Roubaix Lille Métropole |
| 121-127 | NMC  | Nice Métropole Côte d'Azur       |
| 131-137 | PTU  | Premier Tech U23 Cycling Project |
| 141-147 | UNA  | Team U Nantes Atlantique         |
| 151-157 | AUB  | St Michel-Auber 93               |

## Ordine d'arrivo (Top 10)
| Pos. | Corridore         | Squadra       | Tempo    |
| ---- | ----------------- | ------------- | -------- |
| 1    | Julien Simon      | TotalEnergies | 4h39'42" |
| 2    | Clément Venturini | AG2R          | a 2"     |
| 3    | Sandy Dujardin    | TotalEnergies | a 3"     |
| 4    | Jesús Herrada     | Cofidis       | s.t.     |
| 5    | Greg Van Avermaet | AG2R          | s.t.     |
| 6    | Cyril Barthe      | B&B           | s.t.     |
| 7    | Louis Barré       | U Nantes      | s.t.     |
| 8    | Warren Barguil    | Arkéa         | s.t.     |
| 9    | Joris Delbove     | St Michel     | s.t.     |
| 10   | Amaury Capiot     | Arkéa         | s.t.     |